# Sicules (Transylvanie)
Pour les articles homonymes, voir Sicule.
 (juin 2009).
Si vous disposez d'ouvrages ou d'articles de référence ou si vous connaissez des sites web de qualité traitant du thème abordé ici, merci de compléter l'article en donnant les références utiles à sa vérifiabilité et en les liant à la section « Notes et références ».
Les Sicules ou Széklers [seklɛr] (hongrois : székely [ˈseːkɛj], pluriel : székelyek [ˈseːkɛjɛk] ; roumain : Secui) sont un groupe ethno-linguistique de langue hongroise présent essentiellement en Transylvanie et lié historiquement aux Magyars. Les Sicules habitent originellement le « Pays sicule » (Székelyföld en hongrois, Țara secuilor, Secuime, en roumain), région montagneuse située à l'Est de la Transylvanie, sur les județe roumains de Harghita, Covasna et la moitié du Mureș, ainsi qu'un arrondissement de celui d'Alba. Leur capitale historique est Odorheiu Secuiesc, en hongrois Székelyudvarhely.
Les Sicules se seraient établis en Transylvanie au XIIe siècle avec pour principale fonction la protection de la frontière orientale du royaume de Hongrie. Leur singularité ethnographique au sein du royaume est à l'origine d'un fort sentiment identitaire, dont le débat sur leurs origines et leur lien avec les Magyars est encore très discuté. En 1437, ils sont d'ailleurs considérés comme une nation à part entière lorsqu'est conclu le Unio trium nationum avec la noblesse hongroise et la bourgeoisie saxonne signifiant une triple entente pour la domination politique de la Transylvanie. L'intégration symbolique des Sicules à la nation hongroise moderne est très tardive : elle se fait lors de la Révolution hongroise de 1848. Ce sentiment identitaire est désormais dilué dans un fort sentiment régionaliste à l'égard des Roumains d'une part (revendications d'autonomie territoriale) et des autres locuteurs du hongrois en Roumanie d'autre part. Ne bénéficiant pas de reconnaissance spécifique, ils sont d'ailleurs assimilés à la communauté magyare de Roumanie dont ils constituent plus de la moitié des effectifs.

## Étymologie
Le nom hongrois Székely des Sicules pourrait signifier littéralement « siégeois » si c'est une dénomination dérivée de szék, le « siège » civil et militaire des garde-frontières, faisant référence au statut et à l'organisation territoriale des Sicules au Moyen Âge.
D'autres étymologies considérées moins probables seraient le nom Eskil d'une tribu des Bulgares de la Volga, supposant une origine turque, ou bien un mot hongrois formé sur szëg/szög « coin » de façon parallèle à szegély « bord », les Sicules étant les habitants des frontières.

## Histoire

### Origines

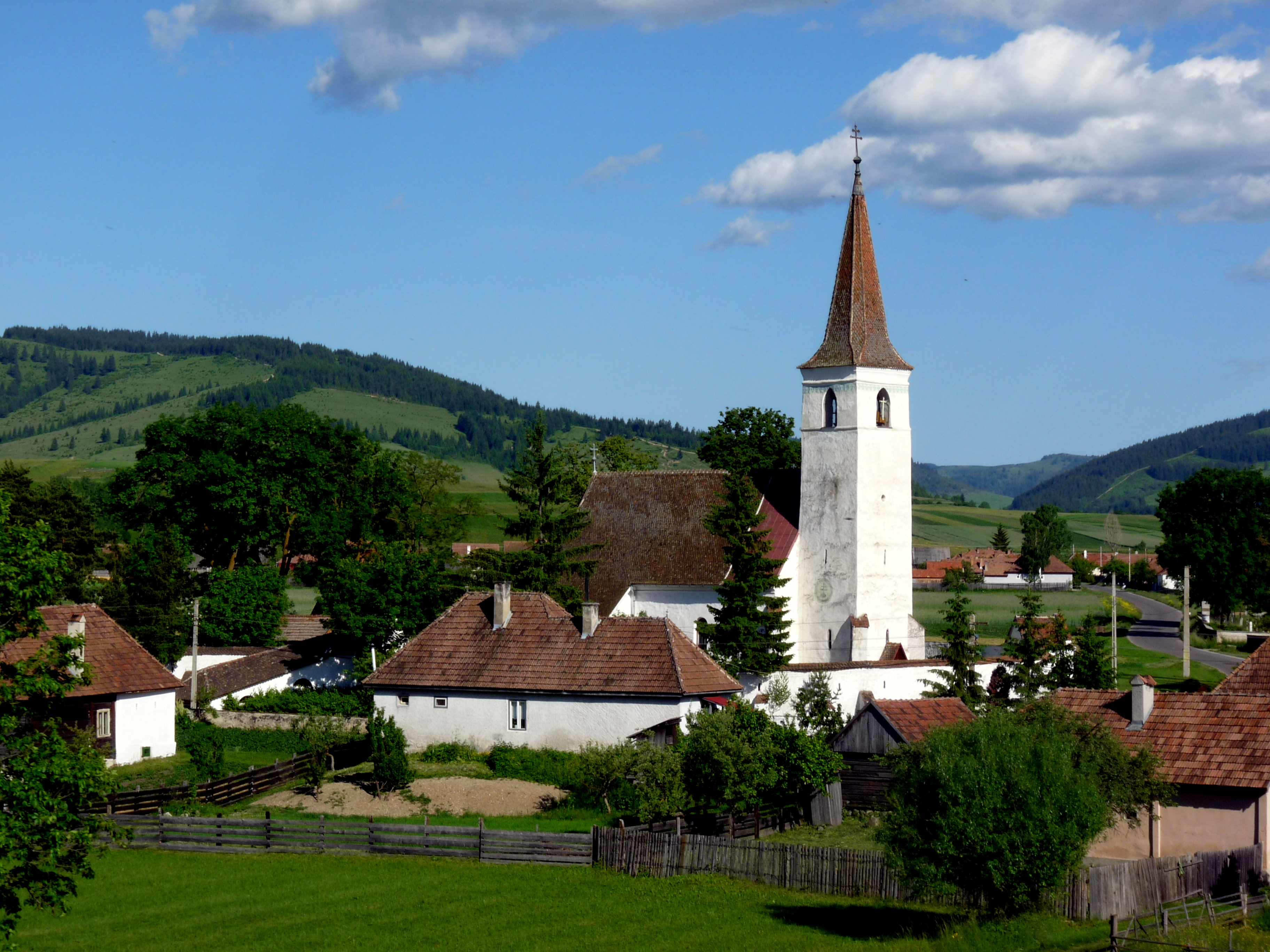
Église fortifiée sicule de Mihăileni (Csíkszentmihály) dans le județ de Harghita.

Les origines précises des Sicules sont encore vagues et sujettes à débat entre différentes théories :
- En 2009, l’Université de Szeged a mené des études entre les populations hongroise et Szekler. L’étude a montré que la valeur génétique des Szeklers est proche des peuples iraniens, albanais ou caucasiens[2].
- Une première légende en fait des descendants de Huns magyarisés, les Sabires. Mais les Huns, dont le passage dans la région précède l'arrivée des Magyars de plus de quatre siècles, étaient une confédération de peuples nomades turco-mongols, avec des composantes iraniennes ; ils sont cependant repartis vers l'est en 454[2].
- Certains ethnologues les lient au peuple proto-turc des Avars. La plupart des Avars se sont dispersés et fondus parmi les Slaves après leur défaite devant les Francs en 805, mais on sait que certains ont conservé leur identité dans ce qui est aujourd'hui la Hongrie centrale[3] et il est possible que d'autres se soient réfugiés dans les Carpates : ces derniers figureraient alors parmi les ancêtres des Sicules. Il n'y a cependant à l'heure actuelle pas de preuve archéologique de leur présence dans l'habitat montagneux des Sicules.
- Une autre théorie les considère comme des Khazars magyarisés : les Kabars. Peuple turc d'Asie centrale, converti au judaïsme, puissant au VIIe siècle dans la région de la mer Caspienne, les Khazars y stoppèrent l'avancée de l'Islam, avant de céder devant la pression des Magyars, des Petchénègues et des Coumans. On a supposé que certains Khazars se joignirent aux Magyars pour migrer avec eux vers les actuelles Hongrie et Roumanie après leur défaite de 965 devant les proto-russes. Cela suppose une christianisation tardive de ces Khazars au contact des Magyars, eux-mêmes chrétiens après le début du XIe siècle.
- Une autre théorie les considère comme des Coumans (mentionnés par la chronique d'Anonymus) devenus vassaux des Magyars et venus en Hongrie sous la pression de la Horde d'or.
- L'hypothèse adoptée par la plupart des historiens, parce qu'elle est étayée par les documents, la linguistique et la toponymie, les lie directement aux Magyars de Hongrie, attribuant leur dialecte et leurs différences culturelles à leur relatif isolement dans les montagnes où ils auraient vécu depuis le IXe siècle : la colonisation sicule (ils étaient des « servientes regi », mercenaires payés par des villes et villages hongrois de Pannonie) serait alors liée à la fonction de garde-frontière qu'ils tenaient aux portes du royaume de Hongrie (non seulement à l'est mais aussi au nord et au nord-ouest, selon le témoignage de toponymes anciens tels que Székely, Székelyboldogasszonyfalva).

Les historiens hongrois penchent en général pour une migration favorisée par la conquête de la Pannonie à la fin du IXe siècle, par les tribus nomades magyares. Les Sicules auraient alors constitué une première vague migratoire, hors du territoire magyar originel de l'Etelköz (entre le Don et les Carpates, soit l'Ukraine actuelle).

### IXesiècle: installation des Magyars dans le bassin du moyen-Danube
Les Sicules ne sont pas mentionnés durant cette période nommée Honfoglalás.

### XIIeetXIIIesiècles: aux frontières du royaume de Hongrie

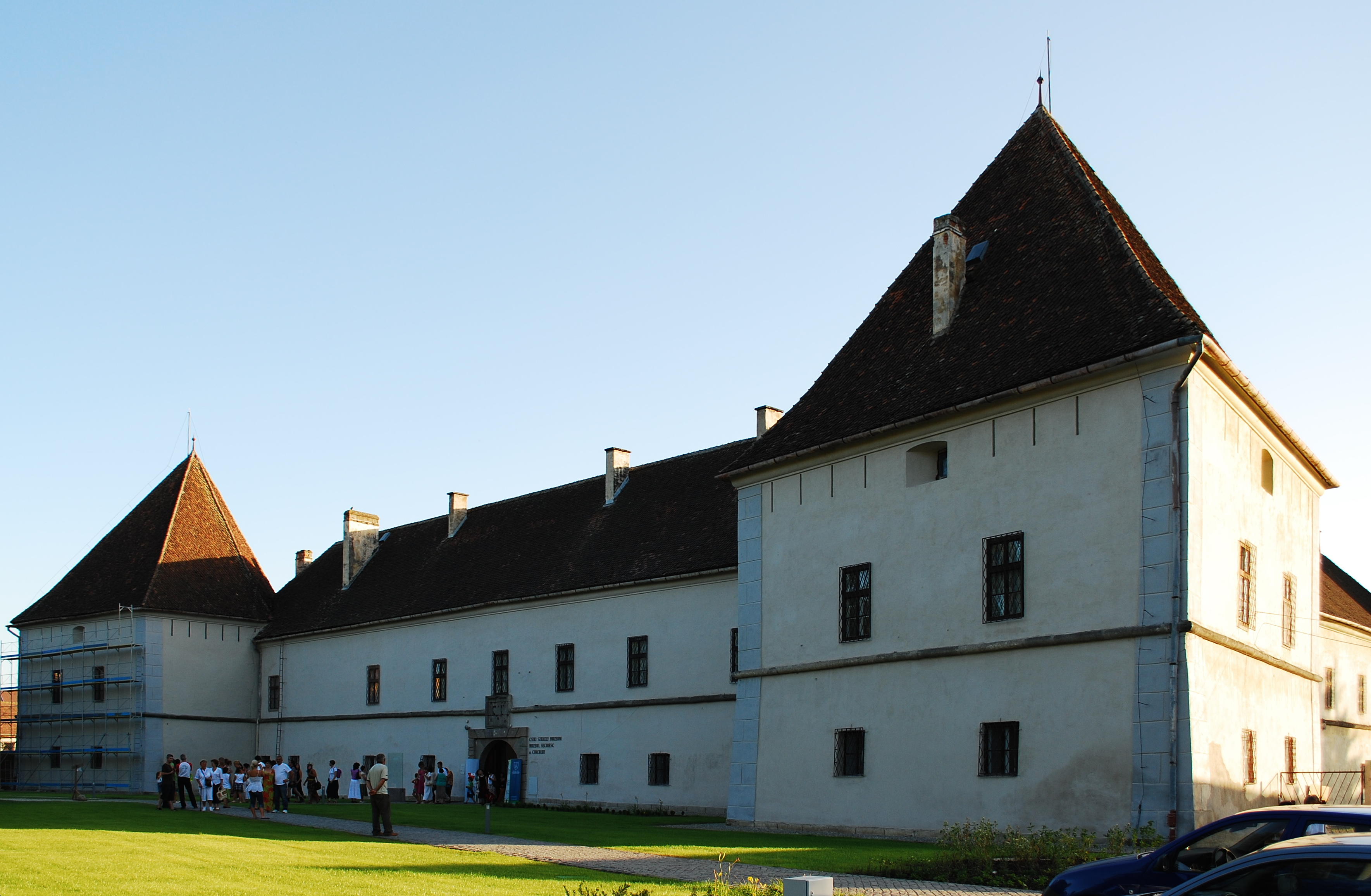
Le Château Mikó de Miercurea-Ciuc (Csíkszereda) abrite le Musée ethno-historique sicule.

Il semble que la description la plus précise faite des mœurs, de l'histoire et des territoires sicules date du XIXe siècle : A Székelyföld leírása (Description du pays des Sicules), rédigée entre 1859 et 1868 par Balázs Orbán.
Les Sicules formaient une population déjà bien distincte des autres Hongrois à partir du Moyen Âge, et obtinrent certains privilèges (exemption d'impôts) de la part des rois hongrois en échange du rôle de garde-frontière qu'ils assumaient aux portes du nouveau royaume magyar (notamment contre les invasions tatares au XIIIe siècle). De fait, la réputation des Sicules au Moyen Âge était celle de farouches guerriers.

### XVesiècle: Union des Trois nations de Transylvanie
En 1437, les Sicules participent, aux côtés des Valaques jusque-là leurs égaux au sein de la principauté de Transylvanie, à la révolte de Bobâlna (en hongrois : Erdélyi parasztfelkelés) qui se termine en février 1438. Orthodoxes, les paysans valaques, mais aussi des magyars sous l’influence des Hussites, se révoltent contre l’Église catholique et contre les nobles, sous la conduite d’un Sicule, Antal Budai Nagy (en). Appuyés par la bourgeoisie urbaine et la petite noblesse, ils reprochent à l’Église catholique, dont le prestige est entamé par le Grand schisme d'Occident (1378-1417) sa corruption, ses richesses (elle possède 12 % du territoire transylvain) et ses privilèges (elle perçoit la dîme y compris sur les joupanats valaques qui eux, sont orthodoxes). La révolte fut déclenchée par la décision de l’évêché catholique de Gyulafehérvar/Alba Iulia, d’employer des hommes d’armes pour collecter des dîmes impayées. Vainqueurs à Bobâlna en juin 1437, Sicules et Valaques obtiennent d’importantes concessions ainsi que le ralliement de la bourgeoisie magyare ou saxonne des principales villes.
Mais la noblesse, avec l’aide du voïvode transylvain Jean Zápolya, engage des armées de mercenaires et convoque les représentants des Sicules et des Saxons le 16 septembre à Căpâlna en les sommant de choisir leur camp. Même tous les délégués n’y adhèrent pas, une « Union fraternelle », appelée l’« Union des trois nations » regroupe alors la noblesse hongroise, les Sicules et les Saxons : les Valaques restent seuls en lutte mais, comme ils sont majoritaires dans le pays et que la bourgeoisie urbaine continue à les soutenir, la guerre se poursuit et la ville de Kolozsvár/Cluj, qui a pris parti pour les révoltés, est prise d’assaut en 1438. Les chefs de la révolte sont mis à mort, et les Valaques, qui formaient jusqu’alors l’un des états (« nations ») du voïvodat transylvain (Universitas valachorum) perdent leurs droits et sont ravalés au rang de serfs dans le nouveau statut de la Principauté, calqué sur l’« Union des trois nations ».
Pendant la Réforme, une partie de la population sicule se convertit à l’unitarisme, une autre au calvinisme (auquel se convertit également une partie des Hongrois), une autre encore restant catholique.

### 1526-1867: dans la principauté de Transylvanie
La principauté de Transylvanie, jusque-là vassale du royaume de Hongrie, devient indépendante au début du XVIe siècle, faisant office de royaume de Hongrie orientale après le partage du reste de la Hongrie entre les Autrichiens et les Turcs à la suite de la défaite de Mohács.
Selon Auguste de Gérando, dans leur révolte de 1562, « les Sicules avaient 40 000 hommes sous les armes, c'est-à-dire le quart de toute la population ».
Elle devient après en 1699 vassale de l’empire d'Autriche. Jusqu’à la réforme, en 1784, de l’empereur Joseph II d'Autriche, les Sicules conservent leurs privilèges, « sièges » et statut de « servientes regi » à ceci près qu’à la place du roi, ils servent l’Empereur à travers les gouverneurs de la Transylvanie. En 1784 ils sont intégrés dans les confins militaires de l’empire des Habsbourg (« Transylvanie militaire ») au sein desquels l’égalité entre eux et les Valaques est rétablie. Après le Compromis austro-hongrois de 1867, la Trasylvanie disparaît comme composante de l’Empire pour devenir partie intégrante de la Hongrie au sein de l’Autriche-Hongrie, jusqu’en 1918, lorsqu’elle est intégrée à la Roumanie.

### 1848-1918: Sicules au sein de la nation hongroise
Au XIXe siècle, les progrès de l'éducation et des voies de communication (routes, voies ferrées) font sortir le pays sicule de son isolement séculaire, et le nationalisme romantique se répand parmi les Sicules, se traduisant par une intégration de plus en plus poussée de leur identité régionale dans l'identité hongroise. Mais simultanément l'évolution de la législation abolit leur ancien statut et les transforme, au sein de l'Empire austro-hongrois, en sujets comme les autres du royaume de Hongrie.

### Après 1918: entre nationalisme hongrois et régionalisme sicule
À l'issue de la Première Guerre mondiale et de la dislocation de l'Autriche-Hongrie, le Conseil de la Transylvanie (moins les voix des représentants hongrois) vote le 1er décembre 1918 son rattachement à la Roumanie, officialisé par le traité de Trianon en 1920. Les représentants de la Hongrie protestent parce que le « droit des peuples à disposer d'eux-mêmes » du président Wilson n'est pas appliqué vis-à-vis d'eux. Par la voix de leur député József Fay, les Sicules, en revanche, acceptent le nouvel ordre des choses, tout en posant des conditions. Le roumain devient langue officielle à côté du hongrois qui continue à être utilisé dans les secteurs administratifs, juridiques et éducatifs. Le pays sicule conserve ses comitats désormais appelés județe en roumain. Depuis 1921, les Sicules ont un hymne officieux : l'Hymne des Sicules (en hongrois : Székely Himnusz), écrit par Kálmán Mihalik et dont la musique a été composée par György Csanády.
Durant la Seconde Guerre mondiale, plus précisément le 30 août 1940, le Deuxième arbitrage de Vienne rend à la Hongrie le nord de la Transylvanie (incluant la quasi-totalité des Sicules). En raison de l'engagement de la Roumanie contre l'Axe à partir d'août 1944, le traité de Paris de 1947 consacre le retour à la Roumanie de la Transylvanie septentrionale avec le pays sicule.
Le 21 septembre 1952 le régime communiste abolit les județe et les remplace par des régions plus grandes sur le modèle des oblasts soviétiques, dont l'une est la Province autonome magyare (« Magyar Autonóm Tartomány/Regiunea Autonomă Maghiară »), ayant pour chef-lieu Târgu Mureș (Marosvásárhely). Les limites de cette région englobent la plupart des zones où les Sicules sont majoritaires et le hongrois y est langue officielle. Des modifications sont apportées en 1960 quand le territoire perd sa partie méridionale (à majorité sicule) mais une région à majorité roumaine lui est rattachée à l'ouest, faisant ainsi baisser la proportion de Sicules dans cette nouvelle région de « Mureș-Province autonome magyare ». Huit ans plus tard, une nouvelle réforme administrative rétablit trois județe, ceux de Covasna, Harghita et Mureș) et le hongrois cesse d'être langue officielle.
Aujourd'hui les Sicules sont représentés au Parlement roumain par l'UDMR, qui représente également les autres Magyars de Roumanie. Cette organisation politique à caractère ethnique, qui attire entre 5 % et 7 % des voix, joue le rôle de charnière dans diverses coalitions gouvernementales depuis le début des années 1990. En octobre 2003, des hommes politiques sicules ont constitué une organisation politique propre, le Conseil national sicule (Székely Nemzeti Tanács).
Constituant légèrement plus de la moitié des Hongrois de Roumanie, soit près de 850 000 personnes sur 1 434 377 (2002), leur proportion pourrait être plus importante : à l'intérieur de la minorité dite « hongroise », des dizaines de milliers de Roms magyarophones se déclarent « Hongrois » à l'occasion des recensements. Les magyarophones constituent au total 6,6 % de la population du pays (recensement de 2002). Aux derniers recensements de 2002 et 2011 qui donnaient le choix entre identité ethnique hongroise (en hongrois magyar) ou sicule (székely), la quasi-totalité des Sicules se sont déclarés Hongrois en considérant les Sicules comme un sous-groupe des Hongrois, et seules 500 personnes environ se sont déclarées Sicules. Dans les județe de Harghita/Hargita et Covasna/Kovaszna ou Haromszék, la population sicule est très majoritaire (plus de 80 %) selon ce recensement, et bien que le roumain soit langue officielle tout comme le hongrois, il est impossible de communiquer en roumain dans la sphère publique, car la majorité des habitants se refusent à parler cette langue, selon un processus d'affirmation semblable à celui des Flamands en Belgique. Sur les bâtiments publics plusieurs drapeaux peuvent être arborés : partout l'Europe et celui du Pays sicule, plus rarement ceux de la Roumanie et de la Hongrie (bien que le roumain soit obligatoire, et le second théoriquement réservé aux visites officielles de représentants de la Hongrie),.
Les Sicules de Transylvanie sont majoritairement calvinistes à l'ouest de la chaîne de Harghita qui divise en deux le judet du même nom, et catholiques à l'est de cette chaîne, entre celle-ci et les Carpates. Ils ont préservé leur dialecte et leurs traditions spécifiques au cours des siècles (parfois au prix de révoltes violentes contre les Habsbourg, comme en 1514, 1562 et 1600, sous les férules hongroise et autrichienne). De nouvelles tensions, apparues après le rattachement de la Transylvanie à la Roumanie en 1918 et après la chute du communisme, ainsi que la recherche de meilleures conditions de vie, auraient conduit plusieurs milliers d'entre eux à aller s'installer en Hongrie (environ 200 000 personnes en 90 ans). Avec l'adhésion de la Hongrie et de la Roumanie à l'Union européenne, un mouvement de retour a été amorcé.

## Traditions et folklore
- Székelykapu : portails traditionnels en bois sculpté, des maisons et des fermes
- Kopjafa : poutre de bois sculpté d’une série de formes géométriques bien particulières
- Kürtőskalács : biscuits caramélisés de forme cylindrique.